# Szent Paraszkiva-fatemplom (Cegőtelke)
A cegőtelki Szent Paraszkiva-fatemplom műemlékké nyilvánított épület Romániában, Beszterce-Naszód megyében. A romániai műemlékek jegyzékében a  BN-II-m-A-01721 sorszámon szerepel.